# Larvacea
O plâncton marinho é composto por organismos que sofrem influências por meio de mudanças ambientais, seja por correntes, temperatura, salinidade, nutrientes, marés ou ecológicas como predação e competição por recursos . Alguns desses seres podem fornecer indicativos sobre a qualidade ambiental relacionados a sua distribuição, composição e abundância, sendo possíveis bioindicadores de condições ambientais e/ou oceanográficas .
Dentre os animais do zooplâncton estão os  Larvacea ou Appendicularia, classe de animais marinhos pertencentes ao subfilo Urochordata. Herbívoros comuns e cosmopolitas, principalmente em águas quentes costeiras de até 100 m de profundidade. Das cerca de 70 espécies descritas, 25 ocorrem no litoral brasileiro. Ocupam importante lugar na teia trófica, tendo papel de transferência energética para os organismos predadores . Além disso, há evidências que esses organismos atuam no consumo de partículas coloidais de carbono orgânico dissolvido, podendo relacioná-los a distribuição do carbono orgânico no meio . 

## Características gerais

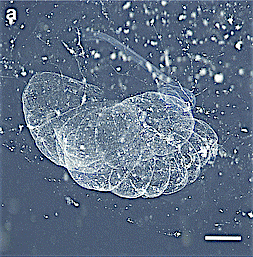
Casa de um larváceo

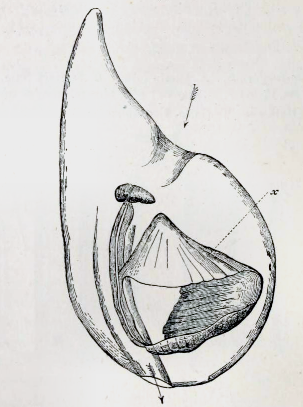
Esquema da casa de um indivíduo do gênero Oikopleura

Os apendiculários são organismos planctônicos hermafroditas, com exceção de uma única espécie, Oikopleura dioica, sendo gonocórica. São típicos desses animais a manutenção de características larvais, pedomorfose, tendo corpo dividido em tronco e cauda. Possuem notocorda, fendas faringeanas e cauda pós-anal, mas não se desenvolvem e permanecem com morfologia larval durante toda a vida. No tronco estão presentes as principais estruturas reprodutivas, gastrointestinais e circulatórias. A cauda muscular abriga a notocorda, além de células anficordais ou subcordais, utilizadas na identificação das espécies .  A característica mais marcante desses animais é a presença de uma estrutura gelatinosa “casa”, constituída de polimucossacarídeos, secretada por uma região epidérmica especializada, o oicoplasto. Essa estrutura gelatinosa é diferenciada em cada família e atua na filtragem de partículas para alimentação, processo que envolve redes de muco secretado pelo endóstilo e o batimento caudal do animal. Sendo esse processo dividido em três momentos: 1) Cauda bate lentamente, inflando a câmara e iniciando a circulação de água; 2) Cauda bate vigorosamente, a pressão aumenta acionando a abertura do esfíncter para a saída de água; 3) A cauda para, ocorre o refluxo de partículas, a ingestão de partículas pode parar e iniciar o processo de reversão a qualquer momento .

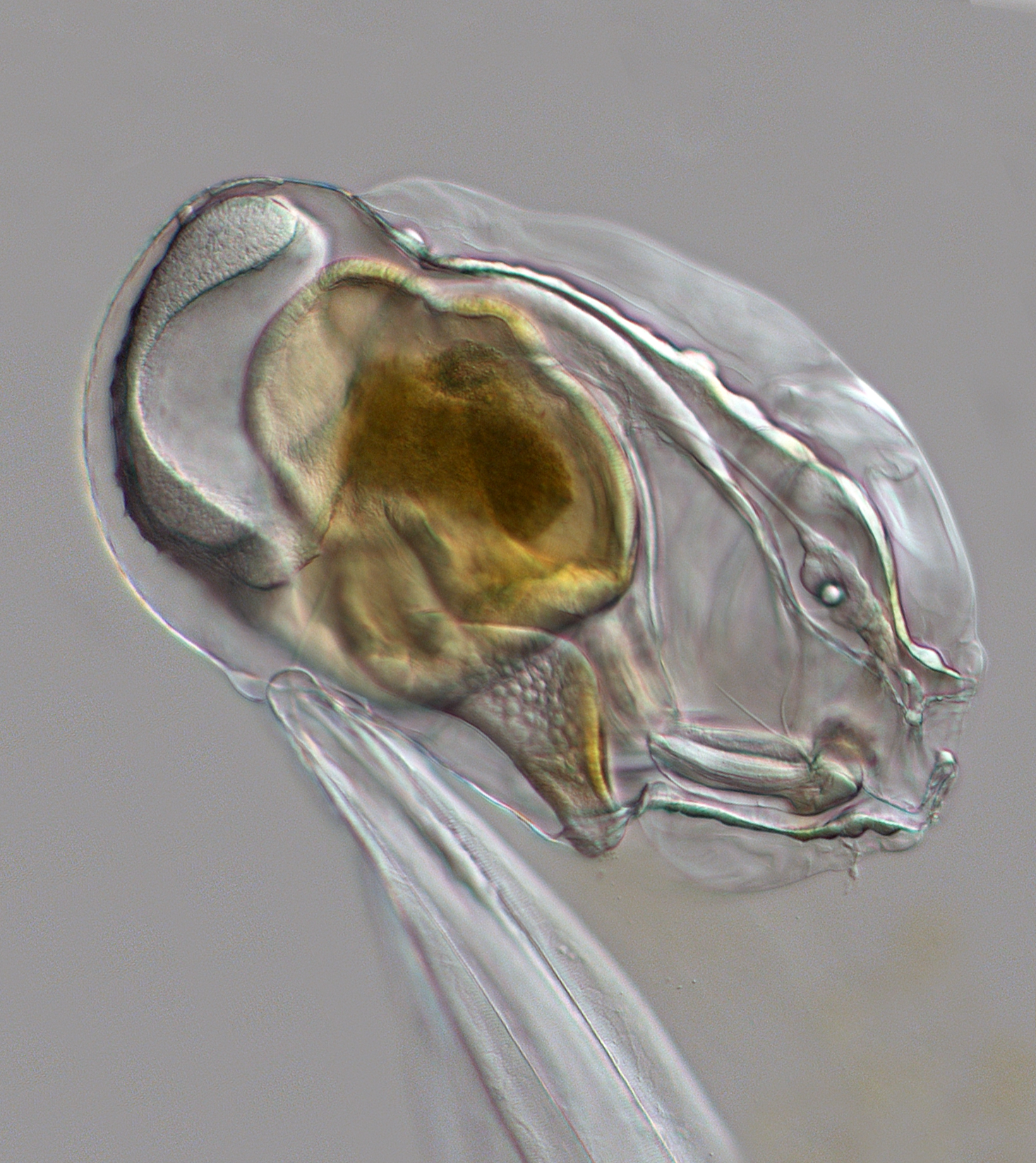
Detalhe do tronco de indivíduo de Oikopleura dioica

## Classificação taxonômica
A classificação mais aceita até os dias atuais foi proposta por Lohman , dividindo-os em três famílias: Oikopleuridae, Fritillaridae e Kowaleskidae.

### 1.1.Família Oikopleuridae
A família Oikopleuridae apresenta como características diagnósticas um tronco compacto, em formato de pêra, lateralmente compacto ou deprimido dorsoventralmente; endóstilo reto; espirais com abertura na região retal; esôfago com entrada no estômago lateralmente ou na porção superior; estômago formado por muitas células pequenas e algumas de glândulas; cauda maior que o tronco.

### 1.2.FamíliaFritillaridae
Fritillaridae têm como características diagnósticas: Tronco geralmente alongado e achatado dorsoventralmente; endóstilo reto ou envolto ao final; espirais anteriormente localizados na cavidade faríngea; esôfago com entrada frontal no estômago; estômago constituído de poucas células grandes; cauda raramente maior que tronco.

### 1.3.FamíliaKowalevskiidae
Enquanto que a família Kowalevskiidae é caracterizada pelo tronco curto e anteriormente deprimido; quatro fileiras de processos ciliares unicelulares; fendas faríngeas de formato alongado e elipsoidais; esôfago com entrada frontal no estômago; estômago composto por células grandes, cauda com formato de eixo. 

## Distribuição geográfica
A distribuição desses organismos planctônicos muitas vezes se faz relacionada a fatores abióticos, sendo a temperatura um dos principais citados pela literatura, que relaciona a distribuição e desenvolvimento desse tipo de plâncton . Os resultados obtidos nesses estudos, condições ambientais e em laboratório, relacionam o aumento da temperatura com o aumento da taxa de crescimento desses organismos e consequente diminuição do seu tempo de vida . Além disso, regiões costeiras foram indicativas de maior concentração e distribuição de espécies de apendiculários, estando geralmente relacionados ao aporte de nutrientes em regiões costeiras de desembocadura de rios e de turbulência, como por exemplo em estudos desenvolvidos no Pacífico  e Atlântico  .  

## Importância trófica
Appendicularia é considerado uma importante fonte energética na teia trófica. Como parte do mezoplânton esses organismos trabalham no controle da produção primária do fitoplâncton, por meio do efeito top-down. Além de serem aproveitados como importante fontes de alimentos para pequenos invertebrados e grandes recursos pesqueiros, seguindo efeito botow-up . Pesquisas recentes também relacionam a sua importância na filtração de partículas de microplástico em áreas oceânicas, podendo ser utilizados como bioindicadores de poluição marinha . 

## Estudos globais
Esses seres vem sendo estudados desde o século XIX, a maioria das suas pesquisas são voltadas a taxonomia do grupo, sendo definidos até meados do século XX .  Porém devido a forma em que eram realizadas as amostragens e falta de informações taxonômicas , ainda nos tempos atuais são publicadas validações e ocorrências de espécies novas por todo o globo . Alguns grupos de trabalho do Pacífico  e Atlântico   tiveram destaques em estudos de apendiculários, porém ainda são poucos os trabalhos desse grupo de animais para o Atlântico Sul, em especial o litoral do Brasil .